# Мађарска на Летњим олимпијским играма 2008.
Мађарска је учествовала на Летњим олимпијским играма одржаним 2008. године у Пекингу, Кина. На свечаном отварању носилац заставе је био кајакаш Золтан Камерер. Мађарска је овај пут послала 171 спортиста на олимпијаду, и они су учествовали у двадесет спортских дисциплина.
Олимпијски тим из Мађарске је на овим олимпијским играма се такмичио у двадесет спортских дисциплина и у шест дисциплина је освојено укупно једаннаест медаља: три златне, шест сребрних и две бронзане медаље. Олимпијске бодове су освојили у девет дисциплина. Најуспешнији представник Мађарске је по други пут била кајакашица Наташа Јанић са освојене две златне медаље у категоријама К1 и К2.

## Резултати по спортским гранама
На овој олимпијади су мађарски спортисти у укупно девет различитих спортских дисциплина освојили 95 олимпијска поена.
(највећи број освојених поена и учесника је обележен подебљаним словима)
| Спортска грана | Позиција | Позиција | Позиција | Позиција | Позиција | Позиција | Олимпијски поени | Број учесника | Број учесника | Број учесника |
| Спортска грана | 1.       | 2.       | 3.       | 4.       | 5.       | 6.       | Олимпијски поени | Мушки         | Жене          | Укупно        |
| Кајак и кану   | 2        | 1        | 1        | 2        | 2        | 1        | 34               | 12            | 4             | 16            |
| Пливање        | 0        | 3        | 0        | 0        | 1        | 2        | 19               | 17            | 14            | 31            |
| Мачевање       | 0        | 0        | 1        | 2        | 2        | 0        | 14               | 8             | 7             | 15            |
| Ватерполо      | 1        | 0        | 0        | 1        | 0        | 0        | 10               | 13            | 13            | 26            |
| Рвање          | 0        | 1        | 0        | 0        | 1        | 0        | 7                | 8             | 1             | 9             |
| Атлетика       | 0        | 1        | 0        | 0        | 0        | 0        | 5                | 9             | 11            | 20            |
| Рукомет        | 0        | 0        | 0        | 1        | 0        | 0        | 3                | 0             | 14            | 14            |
| Бокс           | 0        | 0        | 0        | 0        | 1        | 0        | 2                | 5             | 0             | 5             |
| Стрељаштво     | 0        | 0        | 0        | 0        | 0        | 1        | 1                | 2             | 3             | 5             |
| Дизање тегова  | 0        | 0        | 0        | 0        | 0        | 0        | 0                | 1             | 0             | 1             |
| Веслање        | 0        | 0        | 0        | 0        | 0        | 0        | 0                | 2             | 0             | 2             |
| Тенис          | 0        | 0        | 0        | 0        | 0        | 0        | 0                | 0             | 2             | 2             |
| Триатлон       | 0        | 0        | 0        | 0        | 0        | 0        | 0                | 1             | 1             | 2             |
| Скокови у воду | 0        | 0        | 0        | 0        | 0        | 0        | 0                | 0             | 2             | 2             |
| Гимнастика     | 0        | 0        | 0        | 0        | 0        | 0        | 0                | 1             | 1             | 2             |
| Једрење        | 0        | 0        | 0        | 0        | 0        | 0        | 0                | 2             | 1             | 3             |
| Стони тенис    | 0        | 0        | 0        | 0        | 0        | 0        | 0                | 1             | 3             | 4             |
| Пентатлон      | 0        | 0        | 0        | 0        | 0        | 0        | 0                | 2             | 2             | 4             |
| Бициклизам     | 0        | 0        | 0        | 0        | 0        | 0        | 0                | 4             | 1             | 5             |
| Џудо           | 0        | 0        | 0        | 0        | 0        | 0        | 0                | 3             | 3             | 6             |
|                |          |          |          |          |          |          |                  |               |               |               |
| Укупно         | 3        | 6        | 2        | 6        | 7        | 4        | 95               | 91            | 83            | 174           |

Олимпијски поени се додељују по следећем бод систему: 1. место - 7 бодова, 2. место - 5 бодова, 3. место - 4 бода, 4. место - 3 бода, 5. место - 2 бода, 6. место - 1 бод.

### Освојене медаље на ЛОИ
| Освајачи олимпијских медаља за Мађарску на ЛОИ 2008. |                                                                   |        |
| Медаља                                               | Освајач медаље                                                    | Укупно |
| Злато                                                | Атила Вајда, Кајак и кану (К2 ж.) и Ватерполо репрезентација      | 3      |
| Сребро                                               | Ласло Чех 3х, Золтан Фодор, Кристијан Парш и Кајак и кану (К4 ж.) | 6      |
| Бронза                                               | Илдико Минца-Небалд и Кајак и кану (Ц2 м.)                        | 2      |
| Укупно                                               |                                                                   | 11     |